# Socjalizacja ekonomiczna
Socjalizacja ekonomiczna – proces nabywania wiedzy, pojęć, umiejętności, zachowań, opinii, postaw, wartości i poznawczych reprezentacji w obszarze funkcjonowania gospodarki.
Socjalizacja ekonomiczna jest przez badaczy traktowana jako istotny element rozwoju poznawczego i społecznego, który prowadzi do zrozumienia przez dziecko zasad działania systemu ekonomicznego, a także podejmowania w nim samodzielnych działań. Proces ten może mieć jednak charakter zarówno pierwotny, jak i wtórny. O socjalizacji pierwotnej mówi się zazwyczaj w kontekście kształtowania się wiedzy i umiejętności z zakresu gospodarki już od wczesnego dzieciństwa. Składowe świadomości ekonomicznej w znaczeniu socjalizacji pierwotnej mają miejsce szczególnie w środowisku najbliższej rodziny. Wtórna socjalizacja ekonomiczna następuje zaś zazwyczaj w życiu dorosłym w związku z przebywaniem w danej grupie społecznej (np. w pracy lub poprzez media).
Warto również zauważyć, iż ogromny wpływ na charakter oraz skutki socjalizacji ekonomicznej ma panujący ustrój czy system gospodarczy. Przykładowo, znaczne zmiany w zakresie postrzegania pieniądza, ekonomii czy przedsiębiorczości zaistniały podczas przejścia wielu państw z ustroju centralnie planowanego na rynkowy (w Polsce od socjalizmu do społecznej gospodarki rynkowej).

## Czynniki kształtujące proces socjalizacji ekonomicznej
To, jaki poziom wiedzy i rozumienia zjawisk ekonomicznych posiadają dzieci, zależy od wielu czynników. Prócz wspomnianego powyżej rodzaju ustroju bądź systemu gospodarczego panującego w państwie, na kształtowanie świadomości w zakresie wiedzy ekonomicznej ma też wpływ:
- środowisko, w którym dorastają dzieci,
- sytuacja społeczna państwa,
- kultura i religia w danym kraju.

Poziom wiedzy dotyczącej pojęć ekonomicznych w znacznym stopniu różnicuje wiek dziecka.

## Dziecięca świadomość pieniądza
Dzieci już od małego uczą się podstawowych zasad rządzących ekonomią. Mimo iż nie zarabiają w sensie formalnego wynagrodzenia za pracę to już od najmłodszych lat rośnie ich świadomość pieniądza. Poprawny przebieg procesu socjalizacji ekonomicznej odgrywa ogromną rolę w kształtowaniu się postaw dziecka jako przyszłego uczestnika rynku. Dzieci, które mają do czynienia z pieniędzmi od wczesnych lat życia, nabywają głębszą wiedzę o tym, jak funkcjonują instytucje finansowe, a także lepiej rozumieją abstrakcyjne pojęcia ze świata gospodarczego.

### Jean Piaget – teoria rozwoju poznawczego
Trudno rozpatrywać jakiekolwiek zagadnienie z zakresu rozwoju człowieka nie odwołując się do teorii rozwoju poznawczego, z której zasłynął Jean Piaget. Wyróżnił on podstawowe etapy rozwoju dziecięcego umysłu :
- Stadium sensomotoryczne (0-18 mies.) – postrzeganie świata poprzez zmysły i ruch. Pod koniec tego stadium dziecko potrafi posługiwać się również prostymi symbolami (słowa, naśladownictwo).
- Stadium przedoperacyjne (18 mies.- 6 r.ż.) – posługiwanie się symbolami podczas myślenia i komunikowania się. Pod koniec stadium- prosta logika, klasyfikacja przedmiotów i przyjmowanie perspektywy innego człowieka.
- Stadium operacji konkretnych (6-12 r.ż.) – rozwój myślenia logicznego, lecz jedynie w odniesieniu do własnego doświadczenia. Pod koniec stadium rozpoczyna się rozwój myślenia w kategoriach “Co by było, gdyby…”.
- Stadium operacji formalnych (12 r.ż. i więcej) – dziecko potrafi stawiać hipotezy, zaczyna sobie dobrze radzić z pytaniami typu “Co by było, gdyby…”, jak również rozwija zdolność porządkowania w myślach pojęć i przedmiotów.

Większość badań i teorii nad socjalizacją ekonomiczną dzieci opiera się właśnie na ogólnej teorii rozwoju poznawczego.

### Anselm Strauss i jego badania nad etapami rozwoju rozumienia pieniądza
Pierwsze badania nad spostrzeganiem pieniędzy przez dzieci przeprowadził w 1952 roku Anselm Strauss. Podczas swoich wywiadów wyróżnił on pięć etapów rozwoju rozumienia pieniądza :
- 3-4 rok życia – odróżnianie pieniędzy (monet i banknotów) od innych przedmiotów, ale problemy z rozumieniem funkcji oraz rodzajów pieniądza.
- 4-5 rok życia – świadomość funkcji pieniądza, ale brak rozumienia wartości w wymianie.
- 5-6 rok życia – rozróżnianie wartości pieniędzy (np. moneta warta jest mniej niż banknot) oraz funkcji cen towarów; traktowanie wymiany jako rytuał, w którym sprzedawca zawsze wydaje resztę kupującemu.
- 6-8 rok życia – świadomość pieniądza jako środka wymiany oraz rozumienie procesu sprzedaży.
- 8-11 rok życia – całkowite zrozumienie procesu wymiany ekonomicznej oraz pojęcia zysku, bez uwzględnienia roli pośredników kupna-sprzedaży (np. łańcuch producent-hurtownik-sprzedawca).

### Anna Emilia Berti i Anna Silvia Bombi i badania nad percepcją pieniądza u dzieci
To co odróżniało badanie Straussa od badań A. E. Berti i A. S. Bombi nad percepcją pieniądza przez dzieci to szeroko rozumiana procedura badania. Po pierwsze podczas wywiadów tych włoskich badaczek obecne były realne rekwizyty takie jak pieniądze (monety i banknoty) i produkty (słodycze, komiksy). Ponadto badanie przeprowadzane było z udziałem dzieci w wieku od 3 do 8 lat. Na wyniki badania składają się dwa elementy: poziomy rozumienia pieniądza oraz poziomy interpretowania jego źródeł.

#### Poziomy rozumienia pieniądza
- Poziom 0 – brak zrozumienia istoty pieniądza. Dzieci nie wiedzą do czego służy pieniądz i problemy ze zrozumieniem transakcyjnej funkcji pieniądza.
- Poziom 1 – pieniędzy używa się do płacenia za kupowane towary. Rozumienie transakcji kupna-sprzedaży jako rytuału, w którym za pieniądze daje się towar i, zawsze, resztę.
- Poziom 2 – nie wszystko można kupić za te same pieniądze. Rozróżnianie różnych rodzajów pieniądza, lecz bez rozumienia ich wartości. Rodzaj pieniędzy należny za dany towar zależy, w rozumieniu dziecka, od tego jak ono zapamiętało podobną transakcje w przeszłości.
- Poziom 3 – czasami pieniędzy jest za mało, żeby coś kupić. Częściowe rozróżnianie wartości poszczególnych rodzajów pieniądza (wielkość monety, ilość zer na banknocie) oraz wartości towarów. Wciąż brak zrozumienia sytuacji, w której reszta za towar nie jest wydawana.
- Poziom 4 – ścisła relacja między przedmiotami a pieniędzmi. Rozumienie wartości pieniędzy i towarów, wydawania reszty oraz transakcji kupna-sprzedaży.
- Poziom 5 – poprawne rozumienie pieniądza. Pełne i dokładne zrozumienie różnic między wartością produktu a jego ceną[2] .

#### Poziomy rozumienia źródeł pieniędzy
- Poziom 1 – brak spostrzeganej relacji między pracą a zarabianiem pieniędzy. Brak znajomości źródeł pieniądza ani jego związku z pracą.
- Poziom 2 – „tylko mój tato zarabia pieniądze w pracy”. Związek pracy z zarabianiem pieniędzy dotyczy jedynie rodziców dziecka; inni ludzie muszą iść do banku.
- Poziom 3 – płaci się także za wykonywanie innej pracy. Wszyscy dorośli mogą zarabiać pieniądze. Dodatkowym źródłem pozyskiwania pieniędzy jest np. bankomat.
- Poziom 4 – pieniądze zdobywa się tylko dzięki pracy. Pełne zrozumienie relacji praca-zarabianie pieniędzy[2] .

## Przyśpieszanie socjalizacji ekonomicznej u dzieci
Dobrym sposobem uczenia dziecka rzeczywistości gospodarczej już od najmłodszych lat jest wprowadzenie regularnego kieszonkowego. Badania nad socjalizacją ekonomiczną pokazują, że dzieci, które nie dostają kieszonkowego, wiedzą mniej na temat takich pojęć jak oszczędzanie i kredyt oraz posiadają mniejszą wiedzę o bankowości niż dzieci regularnie otrzymujące kieszonkowe. Warto zaznaczyć, że dając dziecku takie “pensje”, rodzice powinni rozmawiać z nim, po co dostaje te pieniądze, w jaki sposób rodzice je zarabiają, jak można je zaoszczędzić po to, by w przyszłości kupić sobie coś droższego, w jaki sposób pożycza się pieniądze i jakie mogą być tego konsekwencje .

## Patologie socjalizacji ekonomicznej
W razie nieprawidłowej socjalizacji ekonomicznej mogą wystąpić patologie takie jak :
- nieumiejętność zarządzania swoimi dochodami,
- niechęć do oszczędzania i ubezpieczania się lub niezrozumienie istoty tych działań,
- popełnianie błędów w zakresie oceny ryzyka finansowego,
- trudność w zrozumieniu podstawowych praw ekonomicznych,
- podatność na populizm ekonomiczny,
- podatność na przekazy mediowe.

## Wyniki wybranych badań w dziedzinie socjalizacji ekonomicznej
Z badań nad rozumieniem pieniądza przez dzieci wynika, że dzieci w wieku lat 4 potrafią odróżnić monety i banknoty od innych przedmiotów, ale nie rozumieją żadnych funkcji pieniądza, tzn. postrzegają kupowanie raczej jako rytuał. Pełne rozumienie tych funkcji obserwuje się u dzieci ośmioletnich (Berti, Bombi, 1988; za: Zaleśkiewicz, 2011). W tym wieku dzieci rozumieją różnice między wartością produktu a wartością pieniędzy oraz potrafią dokładnie określić, ile reszty wypłaci sprzedawca.
Dodatkowo, z badań przeprowadzonych w Polsce wynika, że rozumienie funkcji pieniądza jest pozytywnie skorelowane z wiekiem i otrzymywaniem kieszonkowych od rodziców, ale nie zależy od płci.
Badania dotyczące rozumienie przez dzieci prawa popytu i podaży wskazują na to, łatwiej jest im zrozumieć pozytywny związek między popytem a ceną (im większy popyt, tym wyższa cena), aniżeli negatywny związek między zmianą podaży a ceną (im większa podaż, tym niższa cena).
Oszczędzanie pieniędzy przez dzieci jest ściśle powiązane z psychologicznym mechanizmem odraczania gratyfikacji (Warmeryd, 1999; za: Zaleśkiewicz, 2011). Młodsze dzieci niechętnie oszczędzają, gdyż mają problemy z odraczaniem nagród. Badania dotyczącego oszczędzania pieniędzy przez dzieci polegają na tym, że dzieci dostają możliwości wyboru między otrzymaniem mniej atrakcyjnej nagrody od razu a otrzymaniem bardziej atrakcyjnej nagrody za jakiś czas, np. po 5 minutach. W takiej sytuacji większość dzieci młodszych decyduje się na pierwszą opcję (Mischel, Metzner, 1962; za: Zaleśkiewicz, 2011).
Dzieci starsze potrafią stosować mechanizmy samokontroli (np. koncentrują się na czymś innym, chowają nagrodę, żeby ich nie kusiła) i rozumieją, że oszczędzanie jest skuteczna metoda kontrolowania swoich wydatków oraz chronienia zasobów przed kradzieżą. Największy rozwój w kwestii rozumienia istoty oszczędzania pieniędzy pojawia się w wieku 6–9 lat (Webley, 2005; za: Zaleśkiewicz, 2011).
Już małe dzieci rozumieją znaczenie i istotę ubezpieczania się. Badania dowodzą, że potrafią odróżnić obiekty nadające się do ubezpieczenia (np. samochód) od tych których ubezpieczenie jest niemożliwe (np. oceny szkolne) (Lassarre, Roland; za: Zaleśkiewicz, 2011).
System podatkowy oraz potrzeba płacenia podatków jest dla dzieci jednym z najtrudniejszych do prawidłowego zinterpretowania oraz jednym z najbardziej abstrakcyjnych obszarów gospodarki. System podatkowy jest w małym stopniu zrozumiała dla dzieci poniżej 14 roku życia (jedynie 30% dwunastolatków poprawnie rozumie istotę podatków). Przykładowo, dzieci w wieku 8 lat uważają, że zniesienie podatków byłoby dla ludzi korzystne. Dzieci w wieku 14 lat potrafią natomiast prawidłowo wskazać zarówno pozytywne, jak i negatywne konsekwencje likwidacji podatków (Kirchler, Praher, 1990; za: Zaleśkiewicz, 2011).
W sytuacji podejmowania decyzji ekonomicznych dotyczących podziału dóbr, większość dzieci kieruje się zasadą sprawiedliwego, rozumianego jako równego, podziału. Preferencja wobec podziału równego rośnie wraz z wiekiem. Wyniki takie zostały uzyskane w wyniku badań, w których dzieci mogły wybrać między podziałem 2 identycznych prezentów między siebie i inne dziecko po równo lub zatrzymać oba prezenty dla siebie (Wybór „po równo” wybierało 10% dzieci w wieku 3–4 lat oraz 40% dzieci w wieku 7–8 lat) (Fehr, Bernhard, Rockenback, 2008; za: Zaleśkiewicz, 2011).